# کایسا بریکویست
کایسا مارگارتا بریک‌ْویست (به سوئدی: Kajsa Margareta Bergqvist) (تلفظ سوئدی: [ˈkaj:sa ˈbær:jˌkvɪst]; زادهٔ ۱۲ اکتبر ۱۹۷۶ در سولنتونا استکهلم) ورزشکار سابق پرش ارتفاع سوئدی است. او در طول سال‌های فعالیت خود موفق به کسب یک مدال برنز در بازی‌های المپیک یک طلا و دو مدال برنز در مسابقات قهرمانی جهان در دو و میدانی و یک طلا و یک برنز در مسابقات قهرمانی اروپا شده است. رکورد شخصی او در هوای آزاد، ۲٫۰۶ متر است که در سال ۲۰۰۳ میلادی در آلمانثبت شد و رکورد سوئد نیز می‌باشد. رکورد داخل سالن او ۲٫۰۸ متر است که در سال ۲۰۰۶ میلادی ثبت شد و رکورد جهانی داخل سالن نیز می‌باشد.

## زندگی‌نامه

### زندگی شخصی
بریک‌ویست در شب سال نو سال ۲۰۰۷ میلادی با کارگردان سوئدی، هرن‌گرن ازدواج کرد. آن‌ها در سال ۲۰۱۱ میلادی اعلام کردند که از یکدیگر طلاق گرفته‌اند.
در دسامبر ۲۰۱۱، بریکویست در مصاحبه‌ای تأیید کرد که با یک زن در رابطه است. او گفت: «چیزی که امروز به‌عنوان یک همجنس‌گرای زن احساس می‌کنم، زمانی که با مانس [شوهرش] به‌عنوان یک دگرجنس‌گرا زندگی می‌کردیم داشتم. اما زمانی‌که پیر می‌شوم و به مرور زندگیم می‌پردازم، شاید کسی بتواند فکر کند که من دوجنس‌گرا هستم.»